# Історія про нас
«Істо́рія про нас» (англ. «The Story of Us») — американська мелодрама 1999 року.

## Сюжет
Бен і Кеті, колись щаслива подружня пара, опиняються на межі розлучення, бо вже не можуть спокійно уживатися разом. Вони намагаються врятувати свій шлюб, але накопичена з роками лють одне на одного постійно вихлюпується назовні. Та врешті-решт подружжя знаходить в собі сили любити один одного такими, якими вони є.

## У ролях
- Брюс Вілліс — Бен Джордан
- Мішель Пфайффер — Кеті Джордан
- Коллін Реннісон — Ерін Джордан 10 років
- Джейк Сендвіг — Джош Джордан 12 років
- Кейсі Боерсма — Джош Джордан 2,5 років
- Тім Метісон — Марті
- Роб Райнер — Стен
- Джулі Гаґерті — Ліза
- Ріта Вілсон — Рейчел
- Ділан Боерсма — Джош Джордан 3 роки
- Кен Лернер — доктор Ріфкін
- Віктор Рейдер-Векслер — доктор Гопкінс
- Альберт Гейґ — доктор Сайджлер
- Джейн Медоуз — Дот
- Том Постон — Гаррі
- Бетті Вайт — Ліліан Джордан
- Ред Баттонс — Арні Джордан
- Деніел Генсон — Джош Джордан 7 років
- Тара Бланчард — Ерін Джордан 5 років